# Alysia Reiner
Alysia Reiner (Gainesville (Florida), 21 juli 1970) is een Amerikaanse actrice, filmproducente en scenarioschrijfster. 

## Carrière
Reiner begon in 1999 met acteren in de film The Stand-In, waarna zij nog meerdere rollen speelde in films en televisieseries. Zo speelde zij in onder andere Sideways (2004), How to Get Away with Murder (2014-2015) en Orange Is the New Black (2013-2016). Voor haar rol in Orange Is the New Black won zij in 2015 samen met de cast een Screen Actors Guild Awards in de categorie Uitstekende Optreden door een Cast in een Televisieserie. Naast het acteren voor televisie is zij ook actief in het theater, voornamelijk in off-Broadway shows. 

## Huwelijk
Reiner is getrouwd met David Alan Basche met wie zij een dochter heeft (2008). 

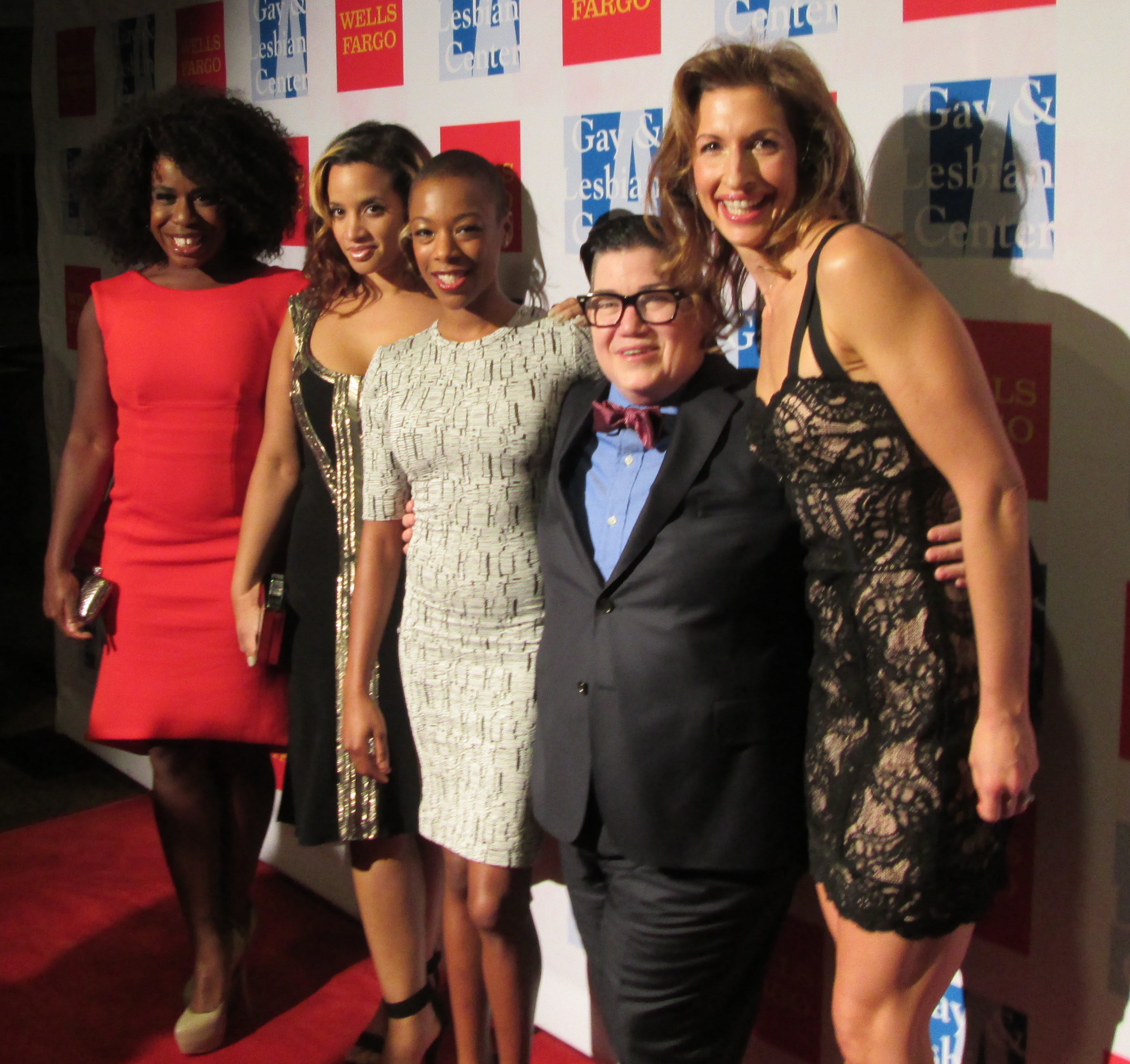
Alysia Reiner (rechts) met de cast van Orange Is the New Black in 2013

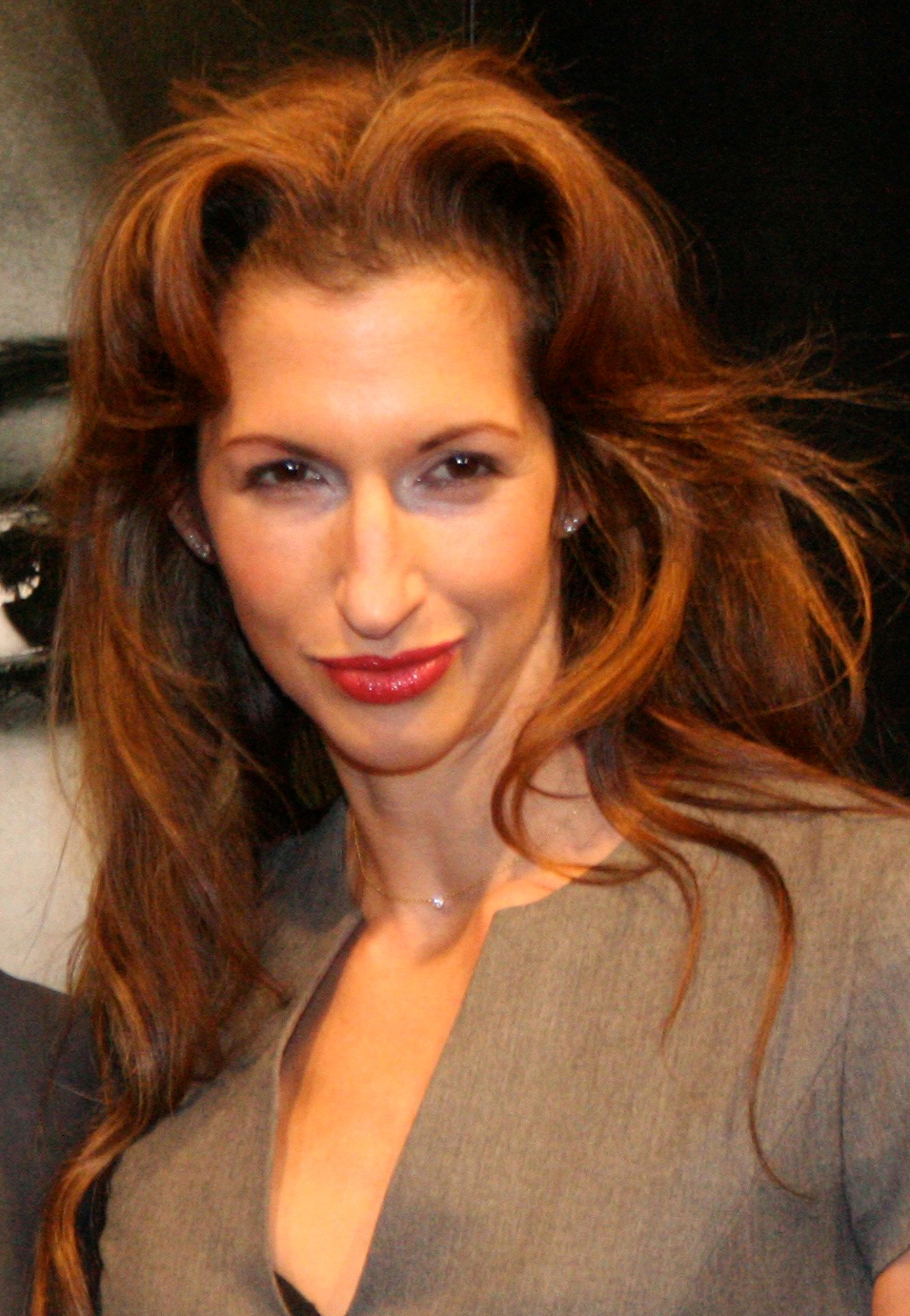
Alysia Reiner in 2011

## Filmografie

### Films
Uitgezonderd korte films.
- 2022 The Independent - als Kathy Gibbs
- 2022 Lie Hard - als dr. Kirkman
- 2022 Glimpse - als Amy
- 2022 So Cold the River - als Alyssa Bradford-Cohen
- 2021 Spider-Man: No Way Home - als agente Sadie Deever
- 2021 A Mouthful of Air - als Pam
- 2018 The Pages - als nationale veiligheidsadviseuse
- 2018 Egg - als Tina
- 2017 School Spirits - als Canaldi
- 2017 Shine - als Linda Tanner
- 2017 The Female Brain - als Erin
- 2016 Equity - als Samantha
- 2015 The Girl in the Book - als ondervraagster
- 2015 No Letting Go - als Lisa
- 2015 The Networker - als Beth
- 2015 Ava's Possessions - als Noelle
- 2015 Primrose Lane - als Theodocia
- 2015 Down Dog - als Gabrielle
- 2014 Revenge of the Green Dragons - als rechtbankverslaggeefster
- 2014 5 Flights Up - als Blue Leggings
- 2014 Fort Tilden - als Cobble Hill moeder
- 2014 Kelly & Cal - als Trish
- 2014 That Awkward Moment - als Amanda Silverman
- 2012 Delivering the Goods - als nieuwe chef
- 2012 Backwards - als Meghan
- 2009 The Vicious Kind - als Samantha
- 2008 The Peppermint Tree - als Laura
- 2007 Schooled - als mrs. Luna Hill
- 2007 Arranged - als Leah
- 2006 The Narrow Gate - als Rachel
- 2006 A-List - als verslaggeefster
- 2005 One Last Thing... - als Tai Uhlmann
- 2004 Sideways - als Christine Erganian
- 2002 Hourly Rates - als Gail
- 2001 Kissing Jessica Stein - als artieste van Schuller galerie
- 2000 Little Pieces - als castingregisseuse
- 2000 Trust Dance - als Tammy
- 1999 The Stand-In - als soapopera verpleegster

### Televisieseries
Uitgezonderd eenmalige gastrollen.
- 2023 The Rookie - als inspecteur Pine - 2 afl.
- 2022 Ms. Marvel - als Agent Sadie Deever - 4 afl.
- 2016-2022 Better Things - als Sunny - 15 afl.
- 2022 Shining Vale - als Kathryn - 2 afl.
- 2021 The Beautiful Liar - als Crewdson - 9 afl.
- 2021 Around the Sun - als Sam - 2 afl.
- 2018-2020 Butterbean's Café - als ms. Marmalady - 18 afl.
- 2018-2019 The Deuce - als Kiki Rains - 10 afl.
- 2013-2019 Orange Is the New Black - als Natalie Figueroa - 47 afl.
- 2016 Search Party - als Trina - 2 afl.
- 2016 Rosewood - als Lilian Izikoff - 2 afl.
- 2014-2015 How to Get Away with Murder - als D.A. Wendy Parks - 4 afl.
- 2008 The Starter Wife - als Cindy - 2 afl.

### Filmproducente
- 2022 Glimpse - film
- 2018 Egg - film
- 2016 Equity - televisieserie
- 2016 Equity - film
- 2015 Grace - korte film
- 2012 Backwards - film
- 2009 Speed Grieving - korte film

### Scenarioschrijfster
- 2016 Equity - film
- 2009 Speed Grieving - korte film

- Biblioteca Nacional de España: XX5690224
- International Standard Name Identifier: 0000 0000 4574 6181
- Library of Congress Control Number: no98086595
- Nationale Bibliotheek van Israël: 987012385043305171
- Nederlandse Thesaurus van Auteursnamen: 412607107
- Virtual International Authority File: 21763623
- WorldCat: E39PBJmphmmxmcBtXF7HKgDH4q